# Arseniusz Pimonow
Arseniusz Mojsiejewicz Pimonow, ros. Арсений Моисеевич Пимонов (ur. 2 marca 1863 we wsi Biały Dwór w rejonie Brasławia w guberni wileńskiej, zm. 7 stycznia 1939 w Wilnie) – działacz społeczny mniejszości rosyjskiej, przywódca społeczności polskich staroobrzędowców w II RP, senator RP.

## Życiorys
Ukończył szkołę podstawową. Około 1900 r. przybył do Orenburga, gdzie założył tartak. Następnie stworzył Stowarzyszenie Akcyjne „Октан”, zajmujące się m.in. inwestycjami państwowymi. Wykupił w Wilnie dużą nieruchomość. W 1906 r. uczestniczył w zjeździe staroobrzędowców Północno-Zachodniego Kraju w Wilnie. W latach 1907–1915 pełnił funkcję zastępcy przewodniczącego rady wileńskiej gminy staroobrzędowców. Finansował stworzenie przytułka dla biednych, remont miejscowego chramu, szkół dla staroobrzędowców itd. Po wybuchu I wojny światowej przyjechał do Orenburga, gdzie przybyło wielu uchodźców – staroobrzędowców z Litwy. Założył tam szpital wojenny. Pod koniec 1918 r. powrócił do Wilna, które w 1920 r. znalazło się na polskim terytorium państwowym. W 1925 r. współorganizował I Zjazd Staroobrzędowców – Bezpopowców w Wilnie, na którym wybrano go przewodniczącym Rady Naczelnej Staroobrzędowców, a potem kolejne zjazdy w 1930 i 1936 r. Redagował też pismo „Вестник Высшего старообрядческого совета в Польше”. Zaangażował się w działalność charytatywną. Wspierał budowę nowych cerkwi dla staroobrzędowców na Kresach Wschodnich. Po 1926 r. utrzymywał poprawne stosunki z obozem władzy. W 1930 r. w wileńskiej molennie staroobrzędowców wizytę złożył prezydent RP Ignacy Mościcki. W listopadzie tego roku z ramienia BBWR wybrano go do Senatu III kadencji z okręgu wileńskiego. Pochowany został na cmentarzu raskolników w Wilnie.